# Mistrzostwa Świata w Zapasach 1951
Mistrzostwa Świata w Zapasach 1951 odbyły się w mieście Helsinki (Finlandia).

## Styl wolny
| Konkurencja | Złoto            | Srebro               | Brąz                   |
| ----------- | ---------------- | -------------------- | ---------------------- |
| 52 kg       | Ali Yücel        | Mahmoud Mollaghasemi | Bengt Johansson        |
| 57 kg       | Nasuh Akar       | Niilo Turkkila       | Mohamed Mehdi Yaghoubi |
| 62 kg       | Nurettin Zafer   | Ilmari Ruikka        | Henry Holmberg         |
| 67 kg       | Olle Anderberg   | Garibaldo Nizzola    | İbrahim Zengin         |
| 73 kg       | Celal Atik       | Aleksanteri Keisala  | Abdollah Mojtabavi     |
| 79 kg       | Haydar Zafer     | Gholam Reza Tachti   | Göte Ekström           |
| 87 kg       | Yaşar Doğu       | Viking Palm          | Max Leichter           |
| +87 kg      | Bertil Antonsson | Pauli Riihimäki      | Natale Vecchi          |

## Tabela medalowa
| Lp. | Państwo   | Złoto | Srebro | Brąz |
| --- | --------- | ----- | ------ | ---- |
| 1   | Turcja    | 6     | 0      | 1    |
| 2   | Szwecja   | 2     | 1      | 3    |
| 3   | Finlandia | 0     | 4      | 0    |
| 4   | Iran      | 0     | 2      | 2    |
| 5   | Włochy    | 0     | 1      | 1    |
| 6   | Niemcy    | 0     | 0      | 1    |